# Eupithecia sibylla
Eupithecia sibylla là một loài bướm đêm trong họ Geometridae.